# Eberschwang
Eberschwang osztrák mezőváros Felső-Ausztria Riedi járásában. 2022 januárjában 3444 lakosa volt.

## Elhelyezkedése

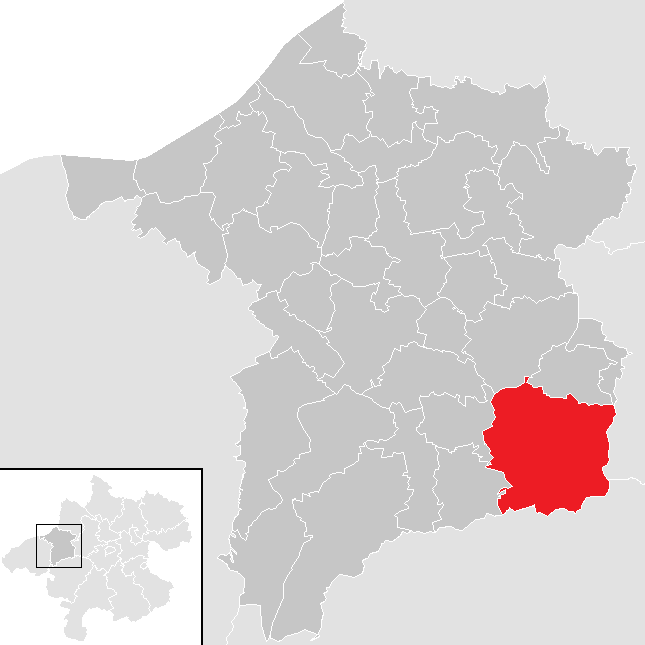
Eberschwang a Ried im Innkreis-i járásban

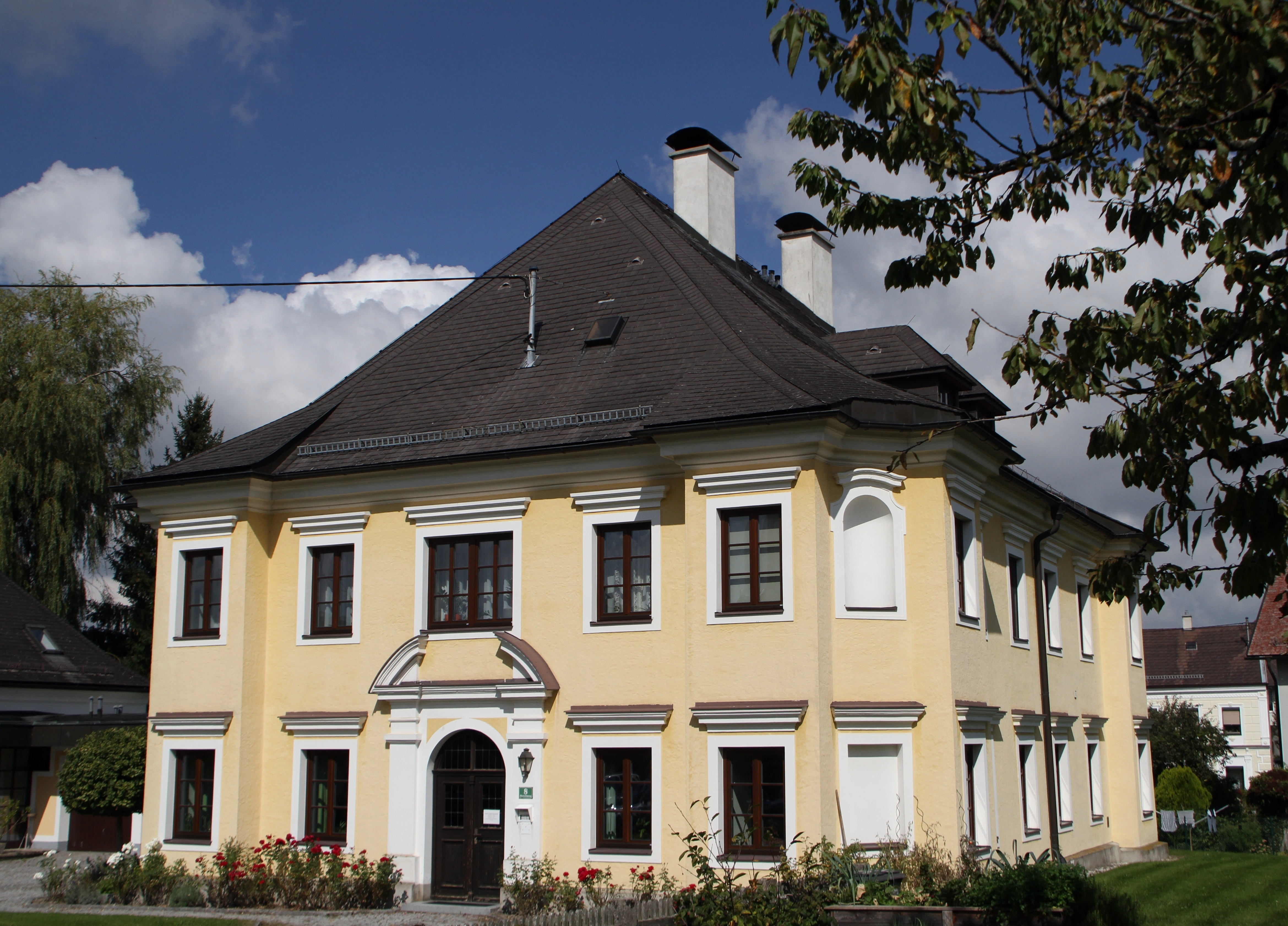
A volt kastély (ma plébánia)

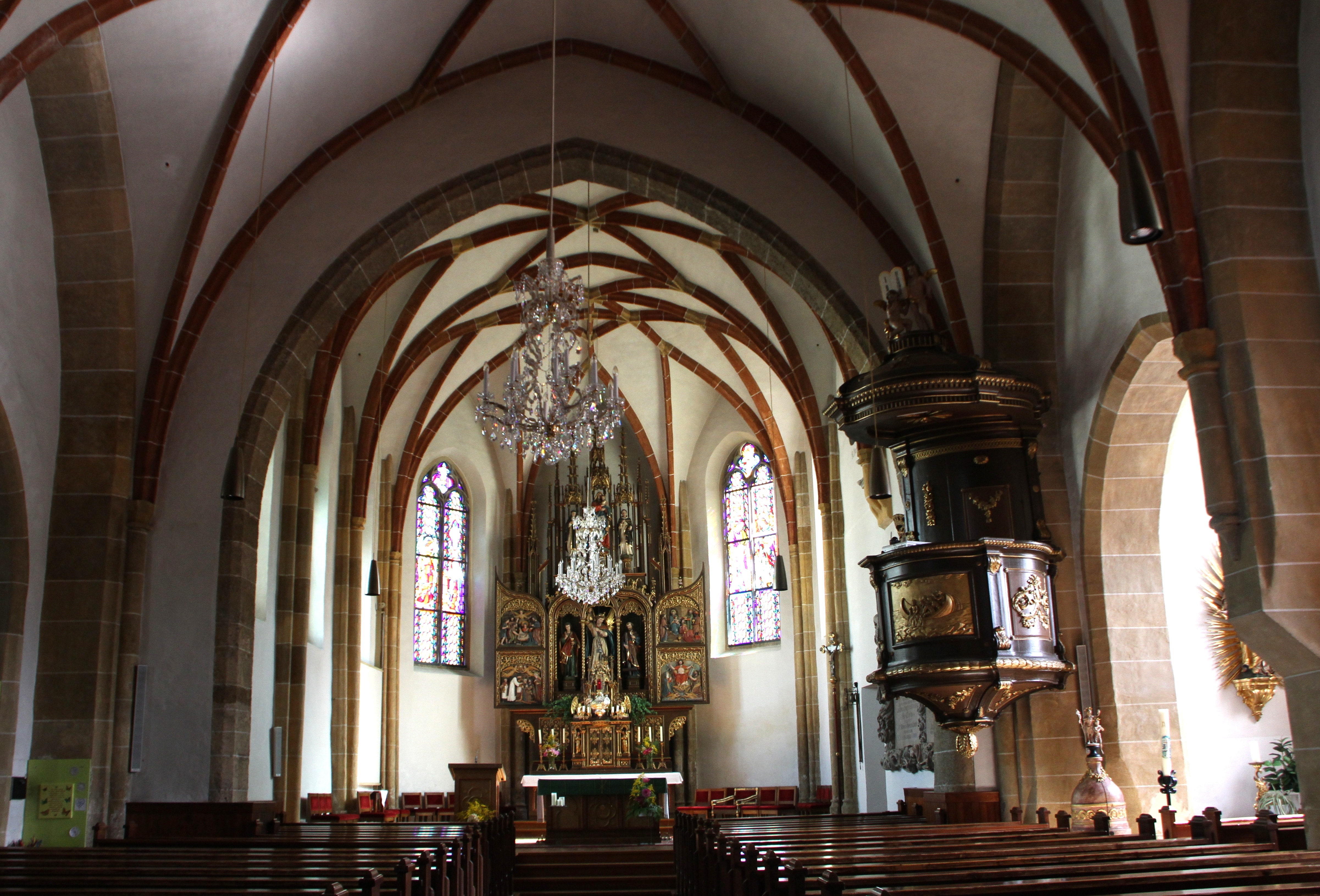
A templom belső tere

Eberschwang a tartomány Innviertel régiójában fekszik, az Hausrucki-dombságon, az Antiesen folyó mentén. Területének 31,2%-a erdő, 59,6% áll mezőgazdasági művelés alatt. Az önkormányzat 34 települést és településrészt egyesít: Albertsham (117 lakos 2022-ben), Anetsham (36), Anhang (33), Antiesen (42), Aspach (30), Eberschwang (1563), Edt (18), Eichetsham (31), Feichtet (112), Felling (21), Fleischhacken (68), Greifenedt (39), Hausruck (39), Hof (52), Hötzing (51), Illing (28), Königsberg (29), Leopoldshofstatt (253), Maierhof (787), Mitterbreitsach (57), Moos (35), Mühring (119), Oberbreitsach (108), Ötzling (50), Prinsach (26), Pumberg (97), Putting (23), Reinthal (32), Straß (78), Vocking (106), Walling (38), Wappeltsham (54), Wolfharting (44) és Wörling (15).
A környező önkormányzatok: nyugatra Pramet és Pattigham, északnyugatra Hohenzell, északra Sankt Marienkirchen am Hausruck, északkeletre Haag am Hausruck, keletre Geboltskirchen, délkeletre Ottnang am Hausruck, délre Ampflwang im Hausruckwald, délnyugatra Frankenburg am Hausruck.

## Története
Eberschwangot 903-ban említik először az írott források. A régió 1779-ig Bajorországhoz tartozott; ekkor a bajor örökösödési háborút lezáró tescheni béke Ausztriának ítélte az Innviertelt. A napóleoni háborúk alatt a falu rövid időre visszatért a francia bábállam Bajországhoz, de 1816 után végleg Ausztriáé lett.
Az 1938-as Anschluss után a települést a Harmadik Birodalom Oberdonaui gaujába sorolták be. A háborút követően Eberschwang visszatért Felső-Ausztriához.

## Lakosság
Az eberschwangi önkormányzat területén 2021 januárjában 3444 fő élt. A lakosságszám 1981 óta gyarapodó tendenciát mutat. 2019-ben az ittlakók 92,1%-a volt osztrák állampolgár; a külföldiek közül 1,9% a régi (2004 előtti), 2,6% az új EU-tagállamokból érkezett. 2,2% az egykori Jugoszlávia (Szlovénia és Horvátország nélkül) vagy Törökország, 1,2% egyéb országok polgára volt. 2001-ben a lakosok 91,2%-a római katolikusnak, 1,3% evangélikusnak, 2,4% mohamedánnak, 3,3% pedig felekezeten kívülinek vallotta magát. Ugyanekkor 7 magyar élt a mezővárosban; a legnagyobb nemzetiségi csoportokat a németek (95,7%) mellett a szerbek és a horvátok alkották 1,2-1,2%-kal.
A népesség változása:

| 2016 | 3 387 |
| 2018 | 3 351 |

## Látnivalók
- a Szt. Mihály-plébániatemplom
- a volt eberschwangi kastély, ma katolikus plébánia
- a kizárólag biológiai vízkezelési módszerrel ellátott eberschwangi strand

## Fordítás
- Ez a szócikk részben vagy egészben  az   Eberschwang című német Wikipédia-szócikk ezen változatának fordításán alapul.  Az eredeti cikk szerkesztőit annak laptörténete sorolja fel. Ez a jelzés csupán a megfogalmazás eredetét és a szerzői jogokat jelzi, nem szolgál a cikkben szereplő információk forrásmegjelöléseként.